# Schönstein (Gilserberg)
Schönstein ist der nördlichste Ortsteil der Gemeinde Gilserberg im nordhessischen Schwalm-Eder-Kreis.

## Geographische Lage

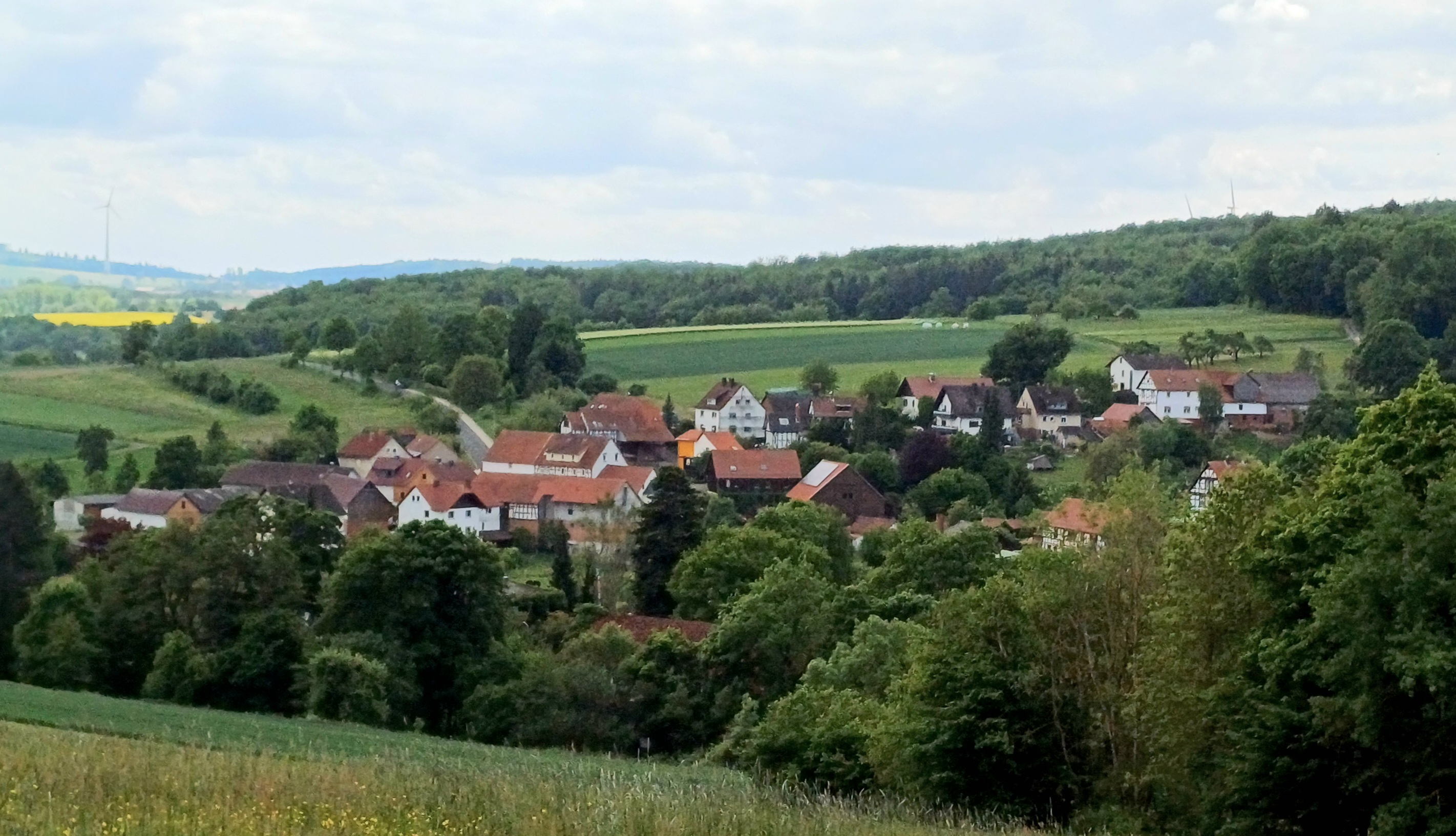
Schönstein

Schönstein liegt im Tal des Gilsa-Zuflusses Norde im Süden des Kellerwaldes und im Naturpark Kellerwald-Edersee. Nordöstlich des Ortes erhebt sich der 675 m ü. NN hohe Wüstegarten, der höchste Berg des Kellerwalds, südwestlich der 585 m ü. NN hohe Jeust.
Nachbarorte sind Dodenhausen (Gemeinde Haina) im Norden, Densberg (Gemeinde Jesberg) im Osten sowie die Gilserberger Ortsteile Schönau und Moischeid im Süden.

## Geschichte

### Rommershäuser Eisenhütte
Ein Dorf Rommershausen im Bereich des heutigen Schönstein wurde erstmals 1248 und letztmals 1359 urkundlich erwähnt. 1458 lag der Ort wüst.
Aus dem Jahr 1484 wird von einem Waldschmied berichtet, der im Kellerwald nach Eisenerz gegraben und dieses an der Norde bei Rommershausen verarbeitet habe. 1573 befanden sich ein Blechhammerwerk und 1606 zwei Eisenhämmer im Besitz des aus dem Kloster Haina hervorgegangenen Hohen Hospitals Haina. Nachdem 1617 zusätzlich ein Gießofen in Betrieb genommen worden war, stand die Rommershäuser Eisenhütte unter der direkten Regie der Landgrafschaft Hessen. Das Erz sowie die zur Verarbeitung benötigte Holzkohle stammte zum Teil aus dem Kellerwald, wurde jedoch auch aus anderen Regionen geliefert.
Nach der Annexion Kurhessens durch Preußen 1866 verlor die Hütte ihre wirtschaftliche Bedeutung. 1871 wurde sie verkauft und 1884 nach mehrmaligem Besitzerwechsel endgültig stillgelegt.

### Gemeinde Schönstein
Die 1843 gegründete Gemeinde Schönstein geht zurück auf die Rommershäuser Hütte, die vom 16. bis zum 19. Jahrhundert ein Zentrum der Eisenproduktion in der Landgrafschaft Hessen war.
Die um die Eisenhütte herum entstandene Siedlung war zunächst als Ortsteil der Gemeinde Schönau verwaltet worden. Am 13. Mai 1843 wurde aus der Rommershäuser Hütte zusammen mit einer etwa 1 km nordwestlich nordeaufwärts gelegenen als „Heidenhäuser vor dem Jeust“ bezeichneten Siedlung eine neue Gemeinde gebildet. Dazu kam die nahe der Mündung der Norde in die Gilsa gelegenen Nordemühle. Die Gemeinde erhielt den Namen Schönstein nach der gut 1 km Luftlinie südlich gelegenen Burgruine Schönstein. Ihre Gemarkung bestand aus dem nördlichen Teil der Gemarkung Schönau, dazu kam 1928 ein Teil des aufgelösten Gutsbezirks Densberg. Die Burgruine Schönstein blieb jedoch Teil der Gemeinde Schönau.
Schönstein bildete den nordwestlichen Zipfel des Kreises Ziegenhain an der Grenze zu den Kreisen Frankenberg und Fritzlar (ab 1932 Kreis Fritzlar-Homberg und ab 1939 Landkreis Fritzlar-Homberg).
Kirchlich ist Schönstein, das über keine eigene Kirche verfügt, mit dem östlichen Nachbarort Densberg verbunden. Seit dem 16. Jahrhundert sind die Einwohner Schönsteins in den Densberger Kirchenbüchern registriert, bis ins 19. Jahrhundert hinein wurden die verstorbenen Schönsteiner auf dem Friedhof in Densberg bestattet. In der evangelischen Kirche, der die Mehrheit der Bewohner angehört, ist Schönstein bis heute Teil der Kirchengemeinde Densberg.

### Hessische Gebietsreform (1970–1977)
Zum 1. Januar 1974 verlor die Gemeinde Schönstein im Zuge der Gebietsreform in Hessen ihre Eigenständigkeit und wurde kraft Landesgesetz ein Ortsteil der Großgemeinde Gilserberg im neu gebildeten Schwalm-Eder-Kreis. Für alle nach Gilserberg eingegliederten ehemals eigenständigen Gemeinden wurden Ortsbezirke mit Ortsbeirat und Ortsvorsteher nach der Hessischen Gemeindeordnung gebildet.

## Bevölkerung

### Einwohnerstruktur 2011
Nach den Erhebungen des Zensus 2011 lebten am Stichtag, dem 9. Mai 2011, in Schönstein 138 Einwohner. Darunter waren keine Ausländer. Nach dem Lebensalter waren 24 Einwohner unter 18 Jahren, 51 zwischen 18 und 49, 24 zwischen 50 und 64 und 38 Einwohner waren älter. Die Einwohner lebten in 54 Haushalten. Davon waren 15 Singlehaushalte, 6 Paare ohne Kinder und 24 Paare mit Kindern, sowie 9 Alleinerziehende und keine Wohngemeinschaften. In 9 Haushalten lebten ausschließlich Senioren und in 30 Haushaltungen lebten keine Senioren.

### Einwohnerentwicklung
| Schönstein: Einwohnerzahlen von 1840 bis 2016 | Schönstein: Einwohnerzahlen von 1840 bis 2016 | Schönstein: Einwohnerzahlen von 1840 bis 2016 | Schönstein: Einwohnerzahlen von 1840 bis 2016 | Schönstein: Einwohnerzahlen von 1840 bis 2016 |
| --- | --------------------------------------------- | --------------------------------------------- | --------------------------------------------- | --------------------------------------------- |
| Jahr |                                               |                                               |                                               | Einwohner                                     |
| 1840 | 1840                                          |                                               | 226                                           | 226                                           |
| 1846 | 1846                                          |                                               | 245                                           | 245                                           |
| 1852 | 1852                                          |                                               | 257                                           | 257                                           |
| 1858 | 1858                                          |                                               | 237                                           | 237                                           |
| 1864 | 1864                                          |                                               | 243                                           | 243                                           |
| 1871 | 1871                                          |                                               | 172                                           | 172                                           |
| 1875 | 1875                                          |                                               | 196                                           | 196                                           |
| 1885 | 1885                                          |                                               | 167                                           | 167                                           |
| 1895 | 1895                                          |                                               | 164                                           | 164                                           |
| 1905 | 1905                                          |                                               | 147                                           | 147                                           |
| 1910 | 1910                                          |                                               | 158                                           | 158                                           |
| 1925 | 1925                                          |                                               | 142                                           | 142                                           |
| 1939 | 1939                                          |                                               | 145                                           | 145                                           |
| 1946 | 1946                                          |                                               | 228                                           | 228                                           |
| 1950 | 1950                                          |                                               | 218                                           | 218                                           |
| 1956 | 1956                                          |                                               | 187                                           | 187                                           |
| 1961 | 1961                                          |                                               | 178                                           | 178                                           |
| 1967 | 1967                                          |                                               | 178                                           | 178                                           |
| 1980 | 1980                                          |                                               | ?                                             | ?                                             |
| 1990 | 1990                                          |                                               | ?                                             | ?                                             |
| 2000 | 2000                                          |                                               | ?                                             | ?                                             |
| 2011 | 2011                                          |                                               | 138                                           | 138                                           |
| 2016 | 2016                                          |                                               | 122                                           | 122                                           |
| Datenquelle: Historisches Gemeindeverzeichnis für Hessen: Die Bevölkerung der Gemeinden 1834 bis 1967. Wiesbaden: Hessisches Statistisches Landesamt, 1968. Weitere Quellen: LAGIS; Gemeinde Gilserberg; Zensus 2011 |                                               |                                               |                                               |                                               |

### Historische Religionszugehörigkeit
| Quelle: Historisches Ortslexikon |                                                                    |
| • 1861:                          | 244 evangelisch-reformierte, zwei katholische Einwohner            |
| • 1885:                          | 165 evangelische (=98,80 %), zwei katholische (= 1,20 %) Einwohner |
| • 1961:                          | 161 evangelische (= 90,45 %), 12 katholische (= 6,74 %) Einwohner  |

### Historische Erwerbstätigkeit
| • 1776: | drei Müller, zwei Schmiede, ein Wagner, ein Schneider, ein Branntweinbrenner, 6 Tagelöhner, zwei Schäfer.                        |
| • 1838  | Familien: 25 Ackerbau, 30 Gewerbe, 39 Tagelöhner                                                                                 |
| • 1961  | Erwerbspersonen: 96 Land- und Forstwirtschaft, 26 produzierendes Gewerbe, 6 Handel und Verkehr, 4 Dienstleistungen und Sonstiges |

## Politik
Für Schönstein besteht ein Ortsbezirk (Gebiete der ehemaligen Gemeinde Schönstein) mit Ortsbeirat und Ortsvorsteher nach der Hessischen Gemeindeordnung.
Der Ortsbeirat besteht aus fünf Mitgliedern. Bei den Kommunalwahlen in Hessen 2021 betrug die Wahlbeteiligung zum Ortsbeirat 70,30 %. Alle Kandidaten gehörten der „Wählergemeinschaft Schönstein“ an. Der Ortsbeirat wählte Hartmut Noll zum Ortsvorsteher.

## Persönlichkeiten
- Klaus Möller (1811–1873), Bürgermeister und Mitglied der kurhessischen Ständeversammlung